# Monte (Monforte de Lemos)
Monte (llamada oficialmente Santa Mariña do Monte) es una parroquia española del municipio de Monforte de Lemos, en la provincia de Lugo, Galicia.

## Otras denominaciones
La parroquia también es conocida por el nombre de Santa Mariña de Monte.

## Límites
Limita al norte con Monforte de Lemos, al este con Caneda, al sur con Villamarín y Penela y al oeste con Nocedas.

## Organización territorial
La parroquia está formada por once entidades de población, constando diez de ellas en el nomenclátor del Instituto Nacional de Estadística español:

### Entidades de población
Entidades de población que forman parte de la parroquia:
- A Torre
- Barreiros
- Barrio Novo (O Barrio Novo)
- Calvos
- Hortos
- Lamela (A Lamela)
- Mato (O Mato)
- O Mazairo
- Reboredo
- Solveira (A Solbeira)

### Despoblado
Despoblado que forma parte de la parroquia:
- Eiras (As Eiras)

## Demografía
| Gráfica de evolución demográfica de Monte entre 2000 y 2020 |
|                                                             |
| Datos según el nomenclátor publicado por el INE.            |